# Compton, Illinois
Compton är en ort i Lee County i delstaten Illinois, USA.